# Johanne Agerskov
Johanne Elisabeth Agerskov f. Malling-Hansen (1873-1946) var et dansk medium, som i forbindelse med seancer frembragte et antal værker, herunder 15 digte i tidsrummet fra april til oktober 1911 (samt et enkelt i juli 1913) og en række budskaber, som i 1920 blev samlet i en bog med titlen Vandrer mod Lyset!.
Som medium mente hun at modtage budskaber intuitivt ved tankeinspiration, clairaudience og automatskrift. Hun og hendes mand kom i kontakt med det stærkt voksende spiritistiske miljø i Danmark ved begyndelsen af 1900-tallet. Hun tog dog senere afstand fra spiritismen og dennes aktive søgning efter kontakt med ånder.
Hun var datter af den danske opfinder Rasmus Malling-Hansen (1835-1890) og gift med lektor og forfatter Michael Agerskov (1870-1933). Hun var hjemmegående hustru, og parret havde en datter, Inger.

## Intuitivt medium
Johanne Agerskovs interesse for spiritisme var i begyndelsen ikke særlig stor, men i løbet af kort tid fik ægteparret nogle oplevelser, som de tolkede som et kald fra den oversanselige verden, og Johanne Agerskov fik opfattelsen af, at hun var et medium, der før sin fødsel havde lovet at forsøge at blive formidler mellem en oversanselig og den jordiske verden, så nogle evige sandheder kunne bringes til menneskeheden.
Herefter begyndte hun og hendes mand at afholde ugentlige seancer i en kreds på seks mennesker, hvor Johanne Agerskov oplevede, at hun modtog svar fra en åndelig verden på forskellige spørgsmål af religiøs og etisk art.

## Et budskab til menneskeheden fra den oversanselige verden
Dette arbejde resulterede i det etisk-religiøse værk Vandrer mod Lyset!, der blev udgivet som bog af Michael Agerskov i København i 1920. Blandt de emner, som behandledes i bogen, var blandt andet spørgsmål om Jesu soningsdød, livet efter døden, kampen mellem det gode og det onde, og skabelsen af menneskelegemet. Bogen blev sendt til samtlige danske biskopper og til ca. 60 præster, som ifølge de oversanselige intelligenser havde lovet at bidrage til en reformation af den danske folkekirke på grundlag af de sandheder, der var formidlet i Vandrer mod Lyset!. Men selv om værket fik en betydelig tilhængerskare blandt menigmand, udeblev den forventede reformation, og kirken forholdt sig stort set tavs omkring Vandrer mod Lyset!.
Johanne Agerskov modtog mange henvendelser med spørgsmål angående værket og brugte en stor del af sin tid på at besvare de mange henvendelser, og hun og hendes mand modtog interesserede mennesker i deres hjem.
Johanne og Michael Agerskov tog efterhånden afstand fra spiritismen. I Vandrer mod Lyset! fremkom nemlig en advarsel imod selv at kalde på afdøde ånder, da dette kunne "forstyrre deres liv i sfærerne".

## Reformation af folkekirken
I 1926 blev der dannet et Selskab til Vandrer mod Lyset!s udbredelse, og der blev afholdt regelmæssige gudstjenester for selskabets medlemmer på basis af bogen, men Johanne Agerskov var skeptisk overfor dette, da Vandrer mod Lyset!s budskab bl.a. var, at dens tilhængere skulle forblive i folkekirken og hellere arbejde for en reformation af denne – en ganske omfattende reformation:
| Citat | Men ogsaa de Mennesker i det danske Folk, som nu ud fra deres inderste Væsen føler sig i Samklang med det, der gives og læres i "Vandrer mod Lyset", vil hver især gøre hvad de formaar for at lade Kendskabet til og Forstaaelsen af Værket gaa videre til deres Medmennesker. Dette sker og kan vedblivende ske igennem Skrifter, Foredrag og Samtaler; saaledes vil flere og flere vindes for de evige Sandheder. Dog bliver alle, der slutter sig sammen om "Vandrer mod Lyset", staaende i Landets Folkekirke. Thi det er ikke Meningen at skabe en ny Sekt, det er Meningen at lade Tanker og Meddelelser i Budskabet gennemtrænge og gennemsyre den danske Folkekirke, som ved dette Arbejde sikkert, omend langsomt, gaar sin Opløsning i Møde. Men det siger sig selv, at havde den danske Folkekirkes ledende og førende Mænd forstaaet deres Besøgelsestid, da var der med eet Slag fremstaaet en for Kirken fuldtud værdig og skøn Reformation, en Reformation, hvis Genlyd var naaet langt ud over Landets Grænser, og som havde skabt det danske Folk en enestaaende Plads i Fremtidens Historieskrivning. Dette blev ikke naaet, Kirkens Mænd kendte ikke deres Besøgelsestid! Men maaske den kommende Reformation engang i en ikke altfor fjern Fremtid vil bæres frem af en krævende Folkestemning og -Villie, i saa Fald bliver det ikke Kirkens Mænd, der staar med "Palmer i Hænde". | Citat |
|       | |       |

Johanne Agerskov var meget plaget af sygdom i de seneste år af sit liv, men var aktiv med udgivelser af forskellige besvarelser og skrifter frem til 1938.

## Rasmus Malling-Hansen
Johanne Agerskov var meget optaget af sin far, Rasmus Malling-Hansen, og hans opfindelse af verdens første kommercielt producerede skrivemaskine, den såkaldte Skrivekugle. I 1924 blev der fremsat påstande i den danske offentlighed om, at Malling-Hansen ikke var opfinderen af skrivekuglen, hvilket førte til en langvarig avispolemik. Johanne Agerskov foretog sammen med sin søster, Engelke Wiberg, grundige undersøgelser vedrørende Malling-Hansens opfindelse og skrev derefter bogen: Hvem var Skrivekuglens Opfinder. På grund af oplysningerne i bogen vides det i dag relativt detaljeret, hvordan Malling-Hansen i 1865 arbejdede med sin opfindelse.